# 엘로이 히메네스
엘로이 아르투로 히메네스 솔라노(스페인어: Eloy Arturo Jiménez Solano, 1996년 11월 27일 ~ )는 도미니카 공화국의 야구 선수이자, 미국 메이저 리그에 소속된 시카고 화이트삭스의 외야수이다.